# The Roosevelt Hotel
The Roosevelt Hotel é um hotel histórico de luxo, localizado no número 45 Leste da Rua 45 (entre a Madison Avenue e a Vanderbilt Avenue) em Midtown Manhattan, Manhattan, Nova York.
O hotel, nomeado em homenagem ao presidente Theodore Roosevelt, foi inaugurado em 23 de setembro de 1924. O hotel foi fechado para uma extensa renovação de $ 65 milhões de 1995 a 1997. Em outubro de 2020, foi anunciado que o hotel fecharia permanentemente devido a contínuas perdas financeiras associado à pandemia de COVID-19; o último dia de operação será 31 de outubro de 2020.

## Descrição
Há um total de 1 025 quartos no hotel, incluindo 52 suítes. A Suíte Presidencial de 360 m2 tem quatro quartos, uma cozinha, áreas de estar e jantar formais e um terraço ao redor. Os quartos são decorados de forma tradicional, com móveis de mogno e colchas de cores claras.
Existem vários restaurantes dentro do hotel, incluindo:
- O "Roosevelt Grill" serve comida americana e especialidades regionais ao pequeno-almoço.
- O "Madison Club Lounge", um bar e lounge com um bar de mogno de 9,1 m, janelas com vitrais e um par de lareiras.
- O "Vander Bar", um bistrô com decoração moderna, serve cervejas artesanais.[2]

O Roosevelt tem 2 800 m2 de espaço para reuniões e exposições, incluindo dois salões de baile e 17 salas de reuniões adicionais que variam em tamanho de 28 a 102 m2. Possui business center, concierge, fitness center, cofres, lavanderia com manobrista, estacionamento com ou sem manobrista e 15 lojistas.

## História

### Inauguração
O Roosevelt Hotel, inaugurado em 23 de setembro de 1924, foi construído pelo empresário das Cataratas do Niágara Frank A. Dudley e operado pela United Hotels Company. O hotel foi projetado pela empresa George B. Post & Son, e alugado da The New York State Realty and Terminal Company, uma divisão da New York Central Railroad. O hotel, construído a um custo de $ 12 000 000 (equivalente a $ 179 021 000 em 2019), foi o primeiro a incorporar fachadas de lojas em vez de bares em suas fachadas de calçada, já que este último havia sido proibido devido à Lei Seca. O Roosevelt Hotel já foi ligado ao Grand Central Terminal através de uma passagem subterrânea que conecta o hotel ao terminal de trem. O Roosevelt abrigou a primeira instalação para animais de estimação e serviço de creche para os hóspedes no The Teddy Bear Room e teve o primeiro médico interno.

### Conrad Hilton
Conrad Hilton comprou o Roosevelt em 1943, chamando-o de "um bom hotel com grandes espaços". Embora tenha eventualmente possuído muitos outros hotéis em Nova York, incluindo o Plaza Hotel e o Waldorf Astoria, ele escolheu a suíte presidencial do Roosevelt como sua casa. Em 1947, o Roosevelt se tornou o primeiro hotel a ter um aparelho de televisão em cada quarto.

### Pakistan International Airlines

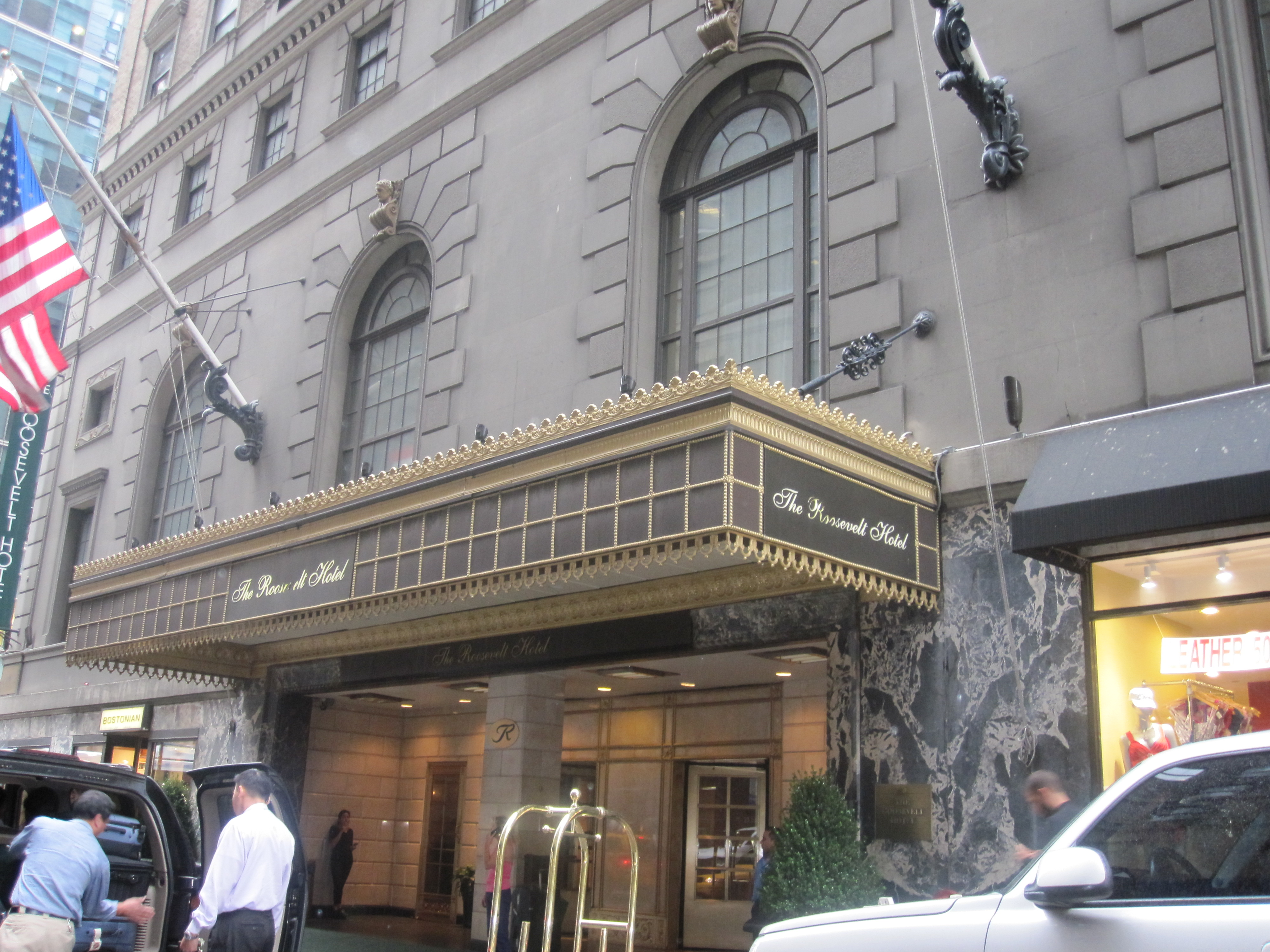
A entrada do hotel.

Em 1979, o hotel foi alugado pela Pakistan International Airlines, por meio de seu braço de investimentos PIA Investments Ltd ("PIA"), com opção de compra do edifício após 20 anos. O príncipe Faisal bin Khalid bin Abdulaziz Al Saud, da Arábia Saudita, foi um dos investidores no negócio de 1979. Em 1999, a PIA exerceu sua opção e comprou o hotel por $ 36,5 milhões, após uma batalha legal com o proprietário Paul Milstein, que alegou que valia muito mais. Em 2005, a PIA comprou seu sócio saudita em um negócio que incluía a parte do príncipe no Hôtel Scribe em Paris, em troca de $ 40 milhões e a parte da PIA no Riyadh Minhal Hotel (um Holiday Inn localizado em propriedade do príncipe). PIA desde então controlou 99% dos interesses no hotel, enquanto os sauditas têm apenas 1%.

### Renovação e fechamento
Em julho de 2007, após uma grande renovação de $ 65 milhões (equivalente a $ 80 147 000 em 2019), a PIA anunciou que estava colocando o hotel à venda. O aumento da rentabilidade do hotel, ao mesmo tempo que a própria companhia aérea passou a incorrer em prejuízos maciços, resultou no abandono da venda. Em 2011, o Roosevelt mais uma vez passou por reformas extensas, mas permaneceu aberto durante o processo.
Em julho de 2020, foi divulgado que Donald Trump estava interessado em comprar o hotel da Pakistan International Airlines. No mesmo mês, o Comitê do Gabinete de Privatização do Paquistão decidiu administrar o hotel por meio de uma joint venture em vez de privatizá-lo.
Em outubro de 2020, foi anunciado que o hotel fecharia permanentemente devido às contínuas perdas financeiras associadas à pandemia de COVID-19. O último dia de operação será 31 de outubro de 2020.

## Eventos notáveis
Guy Lombardo começou a liderar a banda da casa do Roosevelt Grill em 1929; foi aqui que Lombardo também começou a realizar uma transmissão anual de rádio na véspera do Ano Novo com sua banda The Royal Canadians.
Lawrence Welk começou sua carreira no Roosevelt Hotel durante o verão, enquanto Lombardo levava sua música para Long Island. A música foi tocada ao vivo em cada quarto via rádio. Hugo Gernsback (famoso no Prémio Hugo) começou o WRNY em uma sala no 18º andar do The Roosevelt transmitindo ao vivo através de uma torre de 125 pés no telhado.
De 1943 a 1955, o Roosevelt Hotel serviu como escritório e residência do governador Thomas E. Dewey em Nova York. A residência principal de Dewey era sua fazenda em Pawling, no norte do estado de Nova York, mas ele usava a suíte 1527 no Roosevelt para conduzir a maior parte de seus negócios oficiais na cidade. Na famosa eleição presidencial de 1948, Dewey, sua família e funcionários ouviram os resultados da eleição na suite 1527 do Roosevelt; na eleição, Dewey perdeu para o presidente em exercício Harry Truman em uma das maiores reviravoltas políticas da história americana.
Em 1976 e 1978 o Roosevelt Hotel recebeu o Draft da NFL.

## Na cultura popular

### Filmes
- 1408 (2007), O hotel é usado como cenário e recebe o nome de Dolphin Hotel no filme.[14]